# Burkhan Khaldun
Burkhan Khaldun (Cyrillic: Бурхан Халдун; 48°45′14″B 108°39′50″Đ / 48,753889°B 108,66375°Đ) là một ngọn núi thuộc dãy núi Khentii, tại Khentii, đông bắc Mông Cổ. Dãy núi và khu vực liên quan của nó được đồn đại là nơi sinh của Thành Cát Tư Hãn, cũng như là nơi an nghỉ của ông. Vùng núi cũng là nơi sinh của một trong những vị tướng giỏi nhất của ông, Tốc Bất Đài.
Ngọn núi là một phần của Khu bảo tồn nghiêm ngặt Khan Khentii rộng 12.000 km² được thành lập vào năm 1992. Burkhan Khaldun có ý nghĩa tôn giáo mạnh mẽ trước khi Thành Cát Tư Hãn làm cho nơi đây trở thành một điểm nhấn mạnh mẽ. Nó được coi là ngọn núi linh thiêng ở Mông Cổ, cũng là nơi thiêng liêng nhất về Thành Cát Tư Hãn.
Ngày 4 tháng 7 năm 2015, UNESCO đã công nhận khu vực này là một Di sản thế giới tại kỳ họp lần thứ 39 của Ủy ban Di sản thế giới diễn ra tại Bonn, Đức. Hệ sinh thái của nơi này phức tạp với sự đa dạng sinh học độc đáo của hệ thực vật của thảo nguyên Trung Á. Đây là nơi có 50 loài động vật và 253 loài chim.

## Vị trí
Burkhan Khaldun nằm ở phía đông bắc của Mông Cổ ở giữa dãy núi Khentii. Ngọn núi được bảo vệ trong Khu bảo tồn nghiêm ngặt Khan Khentii thành lập vào năm 1992 và trải rộng trên diện tích 12.000 kilômét vuông (4.600 dặm vuông Anh).

## Địa lý
Burkhan Khaldun có nghĩa là "Núi thần" và còn được gọi là Khentii Khan (Vua của dãy núi Khentii).:12. Nó là một phần của dãy núi Khentii ở Khentii, phía đông bắc Mông Cổ. Đây là ngọn núi cao nhất khu vực, với độ cao tăng lên tới 2.362 mét (7.749 ft) và có hình lưỡi liềm. Nó là nguồn của một số con sông là Onon và Kherlen đổ vào sông Amur rồi chảy ra Thái Bình Dương, sông Tuul, Kharaa và Yeruu chảy về phía bắc đổ vào Sông Selenga rồi chảy ra Bắc Băng Dương. Đó là trong một hệ sinh thái phức tạp và đa dạng sinh học độc đáo được định nghĩa là "vùng chuyển tiếp từ các dạng đất băng vĩnh cửu Siberi sang thảo nguyên lớn".:8

## Lịch sử
Thành Cát Tư Hãn đã thua trận trước người Merkit và thoát khỏi cái chết bằng cách tìm kiếm sự bảo vệ trong các khu vực linh thiêng của dãy núi Burkhan Khaldun. Một bà lão đã cứu ông cùng với một vài người khác. Như một sự tôn kính lớn lao, vị Đại hãn Mông Cổ coi nó là một ngọn núi rất thiêng liêng có ý nghĩa tâm linh, và với Mặt trời ở trên cao, ông tỏ lòng kính trọng với những linh hồn của ngọn núi xung quanh, phun sữa lên không trung và tưới nó xuống đất. Ông tháo dây đeo của mình ra khỏi trang phục, rồi đeo nó quanh cổ. Tượng trưng cho hành động này là việc ông đã từ bỏ niềm kiêu hãnh của một chiến binh Mông Cổ và bày tỏ sự phục tùng các vị thần.